# NGC 439
NGC 439 est une très vaste galaxie lenticulaire située dans la constellation du Sculpteur. NGC 439 a été découverte par l'astronome britannique John Herschel en 1834.

## Caractéristiques
Sa vitesse par rapport au fond diffus cosmologique est de 5 557 ± 30 km/s, ce qui correspond à une distance de Hubble de 82,0 ± 5,8 Mpc (∼267 millions d'al).
À ce jour, deux mesures non basées sur le décalage vers le rouge (redshift) donnent une distance de 57,950 ± 9,829 Mpc (∼189 millions d'al), ce qui est à l'extérieur des valeurs de la distance de Hubble. Notons que c'est avec la valeur moyenne des mesures indépendantes, lorsqu'elles existent, que la base de données NASA/IPAC calcule le diamètre d'une galaxie et qu'en conséquence le diamètre de NGC 439 pourrait être d'environ 162 kpc (∼528 000 al) si on utilisait la distance de Hubble pour le calculer.